# ذاكرة حاسوب
ذاكرة الحاسوب (بالإنجليزية: Computer memory)‏ هي بطاقة مكونة من خلايا تخزن بداخلها المعلومات التي تعرض على شاشة الحاسوب، أي المواد غير المحفوظة في القرص الصلب. وتنقسم إلى قسمين، قسم ذاكرة دائمة وهي ما يعرف باسم ذاكرة القراءة فقط قسم ذاكرة مؤقتة رام ويرمز لها بالمصطلح ذاكرة الوصول العشوائي.

## ذاكرة الحاسوب
يعتقد الكثير من مستخدمي الحاسوب أن استخدام الذاكرة محصورٌ بموقع واحد في الحاسوب، وهو الذاكرة الرئيسية التي يستخدمها نظام التشغيل والبرامج. حقيقة الأمر أن استخدام الذاكرة يدخل في الكثير من أجزاءه مثل المعالج وكارت الشاشة وكارت الصوت هي مجرد أمثلة على المكونات التي تحتاج إلى ذاكرة لكي تعمل.

## مراحل تطور الذاكرة
في بدايات تطوير أجهزة الحاسوب كان تستخدم تشكيلة من الدبابيس تسمى DTP وكانت الدبابيس تركب داخل ثغور على اللوحة الام
ومع تطور الحواسيب أصبح الطلب على الذاكرة كبير فأصبح استخدام مثل هذه الأنواع صعب فكان لابد من تطوير الذاكرة فتم تصنيع رقائق الذاكرة مع كل متطلباتها على لوحة منفصلة تسمى PCB وهذه اللوحة تركب على داخل موصل خاص يسمى MEMORY BANK يوجد على اللوحة الام

## أنواع الذاكرة
أنواع الذاكرة في الكمبيوتر
1. ذاكرة الوصول العشوائي
2. ذاكرة للقراءة فقط
3. ذاكرة ظاهرية
4. ذاكرة وميضية

### ذاكرة الوصول العشوائي (RAM)
(بالإنجليزية: RAM)‏ هذا المسمى هو ما يربطه غالب المستخدمين بالذاكرة. وهو اختصار لـ Random Access Memory هو الذاكرة التي يمكن الوصول إليها بشكل غير منظم. لشرح كلمة غير منظم يجب أن نشرح كيف يتم تخزين المعلومة في الذاكرة. الذاكرة مقسمة مواقع. كل موقع له عنوانه الخاص. عند الحاجة إلى أي معلومة مخزنة في الذاكرة فإنه يتم الوصول إليها مباشرة من خلال عنوانها الخاص بها. عند عدم وجود عنوان خاص لكل موقع، فإنه لإيجاد المعلومة يجب البحث بكل المواقع لغاية العثور على المعلومة المطلوبة. هذا البحث يتم بطريقة منظمة أي البحث بأول خانة ومن ثم الثانية والثالثة وهكذا.

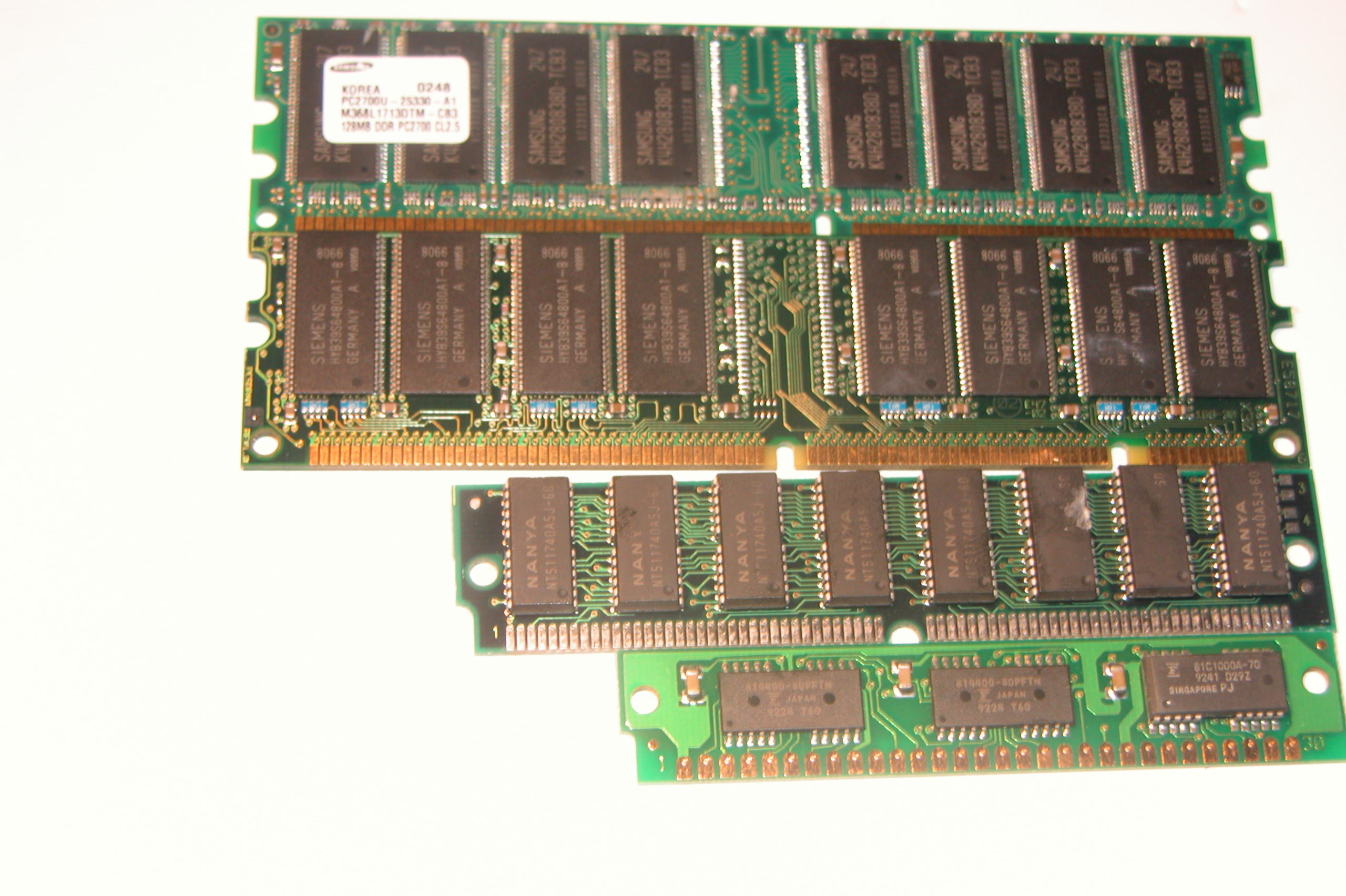
وحدات الذاكرة المختلفة التي تحتوي على أنواع مختلفة من DRAM (من الأعلى إلى الأسفل): DDR SDRAM, SDRAM, EDO DRAM, and FPM DRAM

يوجد في RAM رقائق ذاكرة وهذه الرقائق عبارة عن دائرة متكاملة مكونة من ملايين الترانزستورات والمكثفات التي تشكل بت والذي يخزن عليه الرقم أو الرمز وبدوره المكثف يحتفظ بقيمة المعلومات أما الترانزستور فيعمل كمفتاح للتحكم إما يقرأ حالة المكثف أو يقوم بتغييرها. يتم مسح المعلومة المخزنة بهذه الذاكرة عند فصل التيار الكهربائي (أي أنها متطايرة) لذلك ينصح بحفظ المعلومة أول بأول. تقاس ذاكرة الوصول العشوائي بالميجا أو الجيجا بايت أن هذه الذاكرة أسرع بكثير من ذاكرة القراءة فقط.

#### أنواع ذاكرة الوصول العشوائي

##### ذاكرة SRAM
وهي Static RAM. المعنى المقصود من كلمة Static هي ثبات المعلومة. عندما تودع المعلومة في هذه الذاكرة فإنها تبقى هناك بدون الحاجة إلى تنشيطها بين فترة وأخرى. الوقت الوحيد الذي تتغير فيه المعلومة هو عندما يطلب من الذاكرة تغييرها. SRAM يعتبر أسرع أنواع الذاكرة، ولكن بسبب غلاء سعره، فإن استخدامه في العادة يكون محصورا بداخل المعالج كذاكرة مخبئية من الدرجة الأولى أو الثانية.
أنواعها

###### ASRAM
Async SRAM تعتبر من النوعيات القديمة من SRAM. هذه الذاكرة تعمل بتردد منفصل عن المعالج. لذا تجدها مستخدمة كذاكرة مخبئية من الدرجة الثانية لكثير من المعالجات القديمة والتي كانت فيها الذاكرة المخبئية تركب على اللوحة الأم وليس المعالج.
مثال على ذلك، إذا كانت سرعة الناقل الأمامي للمعالج 66 ميغاهرتز فإن هذه الذاكرة قد تعمل على سرعة 33 ميغاهرتز.

###### SSRAM
Sync SRAM بمعنى أن الذاكرة تعمل بنفس تردد الناقل الأمامي للمعالج.

###### PBSRAM
Pipeline Burst SRAM هي أكثر نوع من هذه الذاكرة مستخدم حاليا. لشرح هذا النوع من الذاكرة يجب أن نبتعد قليلا عن الذاكرة والدخول في عالم المعالج لشرح المقصود بكلمة Pipeline. تسمح تقنية Pipeline للمعالج بأداء أكثر من مهمة بنفس الوقت. لربما أسهل طريقة لشرح هذه التقنية هو تشبيهها بخط الإنتاج المستخدم في المصانع. بدل أن يكون هناك عامل واحد يقوم بتجميع المنتج، يوجد هناك خط سير يقوم عليه العديد من العمال. كل عامل منهم يقوم بتجميع جزء من هذا المنتج لكي ننتهي بأخر المطاف بمنتج جاهز وبأسرع وقت ممكن. المعالج يقوم بأمر مشابه. هنا يتم التعامل مع الكثير من العمليات بنفس الوقت.
الذاكرة PBSRAM مصممة لكي تتعامل مع هذا الكم المستمر من المعلومات.
من مميزات هذه الذاكرة، قدرتها على العمل بسرعة تردد أكثر من 66 ميغا هرتز، مما يجعلها مناسبة للمعالجات الحديثة والتي تعمل بسرعات قد تصل إلى 400 ميغا هرتز.
هنا نكون قد انتهينا من أشهر أنواع الذاكرة SRAM والتي بينا أن استخدامها بغالب الوقت محصورا بداخل المعالج أو كجزء من ذاكرته الداخلية.

##### ذاكرة DRAM
بعكس SRAM فإن ذاكرة RAM الديناميكية لا تستطيع الاحتفاظ بالمعلومة لفترة أطول. المعلومات يجب تنشيطها باستمرار. هنا تقوم الذاكرة بإعادة كتابة المعلومة عدة مئات من المرات في الثانية.
هذا النوع من الذاكرة أرخص من SRAM ولذا فإنها تستخدم بغزارة كذاكرة رئيسية لجهاز الحاسوب.
مثل الأنواع السابقة من الذاكرة، فإنها تنقسم إلى عدة أنواع.

###### FPM DRAM
Fast Page Mode DRAM هو من الأنواع القديمة من هذه الذاكرة. عندما كانت أجهزة الحاسب تعمل بمعالجات 286 أو 386 كانت تستخدم هذا النوع من الذاكرة.
ببداية الأمر كانت هذه الذاكرة تعمل بسرعة ولوج تعادل 120 نانو ثانية، أي أن المعالج يحتاج أن ينتظر هذه المدة لكي يستطيع الدخول إلى الذاكرة واسترجاع أو إيداع المعلومة.
تم فيما بعد تحسين سرعة الولوج لهذه الذاكرة لكي تصل إلى 60 نانو ثانية إلا أنها لا زالت تعتبر بطيئة.

###### EDO DRAM
لتحسين سرعة الولوج، تم اختراع ذاكرة Extended Data Out DRAM. هنا تم تسريع عملية ولوج المعالج إلى الذاكرة بواسطة السماح له بالولوج بعملية جديدة قبل أنتهاء العملية التي سبقتها.
برغم أن النظرية تقول بأن هذا النوع من الذاكرة أسرع من FPM DRAM بمعدل الضعف، إلا أن التطبيق الفعلي ينتج عنه تحسن بالأداء يعادل 30% فقط.
مشكلة هذا النوع من الذاكرة إنها لا تستطيع العمل على سرعات تردد أكثر من 66 ميغاهرتز.

###### BEDO DRAM
Burst EDO DRAM كانت محاولة لتسريع عمل EDO RAM. الفكرة من تقنية Burst هي بإرسال المعلومة إلى الذاكرة بشكل دفعات. أول دفعة من المعلومة تحتوي على عناوين المعلومات التي تتبعها، لذا فإن باقي المعلومة سيتم التعامل معها بشكل أسرع حيث أنه تم التجهيز لاستقبالها.
برغم نجاح هذه التقنية في تسريع سرعة الولوج إلى الذاكرة لما يقارب 10 نانو ثانية، إلا أن عدم قدرتها على العمل بسرعة تردد أعلى من 66 ميغاهرتز أدى إلى اضمحلالها بغياهب النسيان.

###### SDRAM
Synchronous DRAM لربما تكون أشهر أنواع الذاكرة وأكثرها استخداما الآن، كلمة Synchronous تعني أن هذه الذاكرة تعمل بنفس سرعة تردد الناقل الأمامي للجهاز. بحسب جودة التصنيع لهذا النوع من الذاكرة، فإنه بإمكانها الوصول لسرعة تردد 150 ميغاهرتز وزمن ولوج يصل إلى 7 نانو ثانية. بسبب اعتماد ذاكرة SDRAM على سرعة الناقل الأمامي للجهاز لنقل المعلومة، فإن أقصى حجم من المعلومات يمكن نقلها ما بين الذاكرة والمعالج هي 800 ميغابايت في الثانية إذا كانت سرعة تردد الناقل الأمامي 100 ميغاهرتز و 1050 ميغابايت إذا كانت 133 ميغاهرتز.
لتمييز إمكانية هذه الأنواع من الذاكرة من العمل على سرعات تردد معينه، فقد تم إيجاد توحيد لمسميات تبين السرعة التي تستطيع هذه الذاكرة العمل عليها.
PC66 تعني أن الذاكرة تستطيع العمل على سرعة 66 ميغاهرتز وPC100 تعني أنها تعمل على 100 ميغاهرتز وهلم جرا.

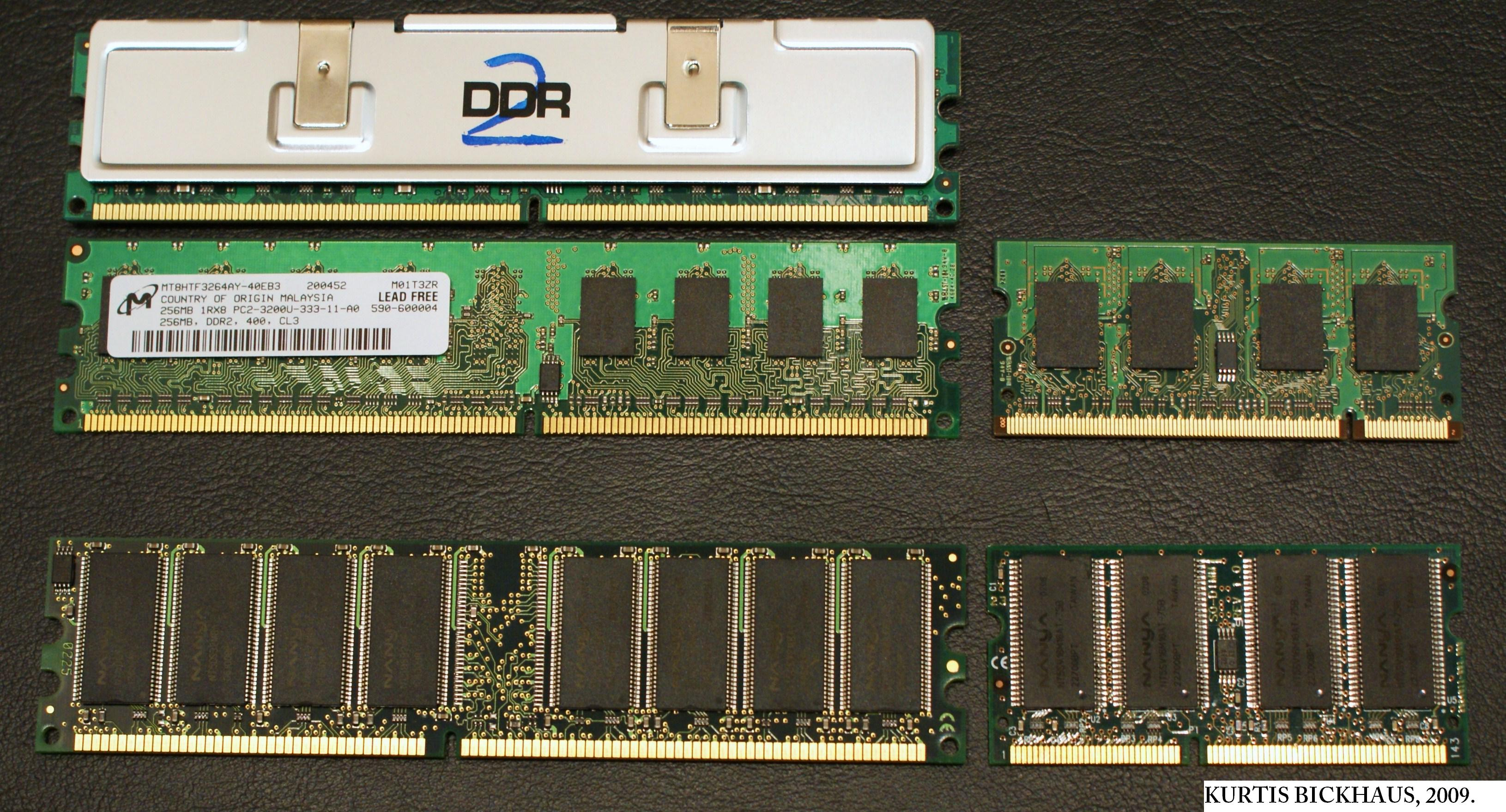
وحدات ذاكرة الوصول العشوائي. من الأعلى، من اليسار لليمين، DDR مع ناشر/موزع للحرارة، DDR2 بلا ناشر/موزع للحرارة، DDR لحاسوب محمول، DDR لحاسوب مكتبي، PC-100 لحاسوب محمول

###### DDR-SDRAM
Double Data Rate وهو التطور المنطقي لذاكرة، SDRAM.، لزيادة حجم المعلومة المنقولة بين المعالج والذاكرة، فإنه تم اختراع تقنية مضاعفة تردد الناقل الأمامي لكي تحول سرعة تردد الناقل الأمامي من 100 إلى 200 ميغاهرتز ومن 133 إلى 266 ميغاهرتز. من هنا أتى المسمى Double Data Rate SDRAM.
هذه التقنية ساعدت كثيرا في تحسين مستوى نقل المعلومة، فبات بالإمكان تقل المعلومات بين المعالج والذاكرة بسرعات تصل إلى 2100 ميغابايت بالثانية. وبعد ذلك تم التطوير إلى DDR 1 DDR 2 DDR 3
في هذا النوع من الذاكرة تم تغيير المسمى من تبيان سرعة تردد الناقل الأمامي إلى تبيان حجم المعلومة التي يتم نقلها. PC1600 تبين أن هذه الذاكرة تستطيع نقل 1600 ميغابايت في الثانية بينما PC2100 تعني أن الذاكرة تستطيع نقل 2100 ميغابايت في الثانية.

###### RDRAM
هذه الذاكرة تم تسميتها نسبة إلى الشركة التي قامت بتسجيل براءة الاختراع للتقنية المستخدمة بها. شركة Rambus تعتبر من الشركات التي دخلت إلى عالم الحاسب الشخصي بوقت متأخر نسبيا حيث تم تأسيسها بسنة 1990م. بداية الشركة كانت بالتركيز على أجهزة الألعاب مثل نينتندو وبلاي ستيشن ومن ثم تقدمت إلى حقل الحاسب الشخصي عندما قامت بإقناع شركة إنتل بدعم ذاكرتها. تعتمد ذاكرة Rambus RDRAM على تقنية مذهلة ترتكز على توزيع نقل المعلومة بين الذاكرة والمعالج على أكثر من قناة. بواسطة تصغير حجم الناقل الأمامي إلى 16 بت بدل 32 بت والمستخدمة في الذواكر الأخرى ومن ثم توزيع الحركة على أكثر من قناة تعمل كل واحدة منها بشكل متوازي، تم الوصول لسرعات تردد تصل إلى 800 ميغا هرتز. للأسف زيادة التردد هذه لا تعني زيادة كبيرة بحجم المعلومة التي يتم نقلها، هذه الذاكرة تستطيع بأفضل حال نقل 1600 ميغابايت في الثانية بسبب تصغير حجم الناقل إلى 16 بت. كذلك تعاني هذه الذاكرة من بطء تواقيتها. هذا البطء يؤثر على السرعة الإجمالية للذاكرة مما يؤدي إلى عدم الاستفادة من زيادة سرعة النقل بشكل كبير. في كثير من الأحيان فإن ذاكرة RDRAM لا تستطيع التفوق على ذاكرة DDR-DRAM.النوع الوحيد من المعالجات التي تدعم مثل هذه الذاكرة هو بنتيوم 4 المصنع من شركة إنتل. كما أن شركة إنتل هي الشركة الوحيدة التي تصنع شرائح لوحة أم تستطيع التعامل معها. بسبب السعر العالي لهذه الذاكرة، ومطالبة شركة Rambus المصنعين بدفع رسوم تصنيع عالية، وأدائها الغير مقنع، فإن غالب الشركات المصنعة للذاكرة والمعالجات وشرائح اللوحات الأم قد اتجهت إلى تأييد وتصنيع ذاكرة DDR-DRAM.
جدير بالذكر أن إنتل لم تعد تصنع مثل هذه اللوحات الأم لأنه بالفعل مرتفعة الثمن لكن الrdram في تطبيقاتها العملية أفضل حالا كثيرا من ddram، يجدر بالذكر أن قياس سرعة الحاسب لا تأخذ من مأخذ واحد أكثر من عامل يلعب دورا كبيرا في سرعة وأداء الجهاز فمثلا كثيرا من مختصي الجرافيك يعملون على RDRAM ويفضولنها لأنهم يتحدثون على سرعات عالية مع الجرافيك.

### ذاكرة القراءة فقط ROM
تسمى اختصاراً ROM (بالإنجليزية: Read Only Memory)‏ وهي ذاكرة يمكن القراءة منها ولا يمكن الكتابة عليها. بمعنى آخر هي أبسط أنواع الذاكرة. المسمى مشتق من Read Only Memory أي ذاكرة للقراءة فقط. هنا المعلومات تكتب على شريحة الذاكرة وتبقى هناك بدون تغيير ولا يمكن إضافة أي معلومات جديدة عليها. تكتب المعلومات على شريحة الذاكرة ولا يمكن للمستخدم أن يغير أي من المعلومات الموجودة في الذاكرة بالإضافة أو التغير. أشهر استخدام لهذا النوع من الذاكرة هو لحفظ برنامج البيوس للوحة الأم. هنا لا يمكن للمستخدم أن يغير أي من المعلومات الموجودة في الذاكرة. ميزة هذه الذاكرة هي بعدم احتياجها لأي طاقة كهربائية للاحتفاظ بالمعلومة

#### أنواع ذاكرة القراءة فقط
1. PROM: وتعني Programmable ROM وهي قطعة من الذاكرة يمكن برمجتها مرة واحدة فقط. بعد أن تكتب المعلومات عليها لا يمكن مسحها أو تبديلها.
2. EPROM: وتعني Erasable PROM وهي نفس PROM إلا أنه يمكن مسح المعلومات الموجودة بهذه الذاكرة وذلك باستخدام الأشعة الفوق بنفسجية. هذه الأشعة يتم توجيهها إلى مجس خاص موجود على الذاكرة لفترة معينة من الوقت مما يؤدي لمسح كل المعلومات وبالتالي يمكن إعادة برمجة الذاكرة بمعلومات أخرى.
3. EEPROM: وتعني Electrically Erasable PROM هذه الذاكرة هي التي تستخدم الآن في أغلب اللوحات الأم الحديثة لحفظ برنامج البيوس. هذا النوع من الذاكرة يمكن مسح المعلومات الموجودة عليها وإعادة برمجتها. ووجود كلمة Flash BIOS من ضمن مواصفات اللوحة الأم فهذا يعني أنها تستخدم EEPROM.

## هناك أنواع أخرى للذاكرة
يعتقد الكثير من المستخدمين أن استخدام الذاكرة محصور بموقع واحد في الحاسب وهو الذاكرة الرئيسية التي يستخدمها نظام التشغيل والبرامج. حقيقة الأمر أن استخدام الذاكرة يدخل في الكثير من العتاد المستخدم لتشغيل الحاسب. المعالج وكرت الشاشة وكرت الصوت هي مجرد أمثلة على المكونات التي تحتاج إلى ذاكرة خاصة بها لكي تعمل.

### ذاكرة كروت الشاشة

#### VRAM
Video RAM هي نوع من الذاكرة المخصصة لكروت الشاشة. تتميز هذه الذاكرة بسرعتها وتخصصها في التعامل مع تقنية الشاشة. الميزة الرئيسية لهذا النوع من الذاكرة هو إمكانيتها التعامل مع RAMDAC (القطعة المسئولة عن تحديث الصورة على الشاشة) ومعالج كرت الشاشة بنفس الوقت. اختراع أنواع أخرى من الذاكرة والتي تستطيع العمل بشكل أسرع من VRAM أدى إلى توقف استخدامها في الكروت الحديثة.

#### WRAM
Window RAM هو نوع متطور من VRAM. هذا النوع من الذاكرة ليس له أي علاقة بنظام التشغيل مايكروسوفت ويندوز. تم تعديل بعض التقنيات المستخدمة في هذا النوع من الذاكرة عن سابقتها مما أدى إلى زيادة في سرعة نقل المعلومة تعادل 25% زيادة عن VRAM.

#### SGRAM
Synchronous Graphics RAM هي الجيل الثالث من الذواكر المختصة بكروت الشاشة. يتميز هذا النوع بعمله بنفس سرعة الناقل الأمامي للمعالج لغاية 100 ميغاهرتز.
برغم أن هذا النوع من الذاكرة لا يستطيع التعامل مع RAMDAC ومعالج كرت الشاشة بنفس الوقت، إلا أنه يستطيع فتح صفحتين من المعلومات بنفس الوقت.
الجمع ما بين سرعة نقل المعلومة وفتح صفحتين بنفس الوقت، يجعل هذه الذاكرة أسرع مما سبقها.

## اقرأ أيضا
- قانون مور
- أتاري 1200 إكس إل